# Dulce et Decorum Est
Dulce et Decorum est (Được chết vì đất tổ) là bài thơ của thi sĩ Anh Quốc Wilfred Owen, viết năm 1917 và được công bố năm 1921, sau khi nhà thơ đã hy sinh vào năm 1918 trong cuộc Chiến tranh thế giới lần thứ nhất. Bài thơ có 28 dòng. Đây là một bức thư riêng, nhưng sau khi Wilfred Owen chết, bài này đã được công khai.
Bài thơ bắt đầu bằng hình ảnh những người lính trận mạc băng qua bùn lầy, khói lửa của chiến tranh ở phía sau. Mệt mỏi và bị hơi độc tấn công, một người trong số họ bị chết vì trúng khí độc. Khổ cuối là những lời kêu gọi chống chiến tranh. Tác giả dùng câu danh ngôn của đại thi hào Horace thời La Mã cổ đại: Dulce et decorum est/ pro patri mori (Được chết vì đất tổ/ là điều sung sướng và ngọt ngào). Bài thơ được viết bằng một tình cảm chân thành và chính điều này đã làm cho nó trở thành một trong những bài thơ chống chiến tranh nổi tiếng nhất. 
| Dulce et Decorum Est Bent double, like old beggars under sacks, Knock-kneed, coughing like hags, we cursed through sludge, Till on the haunting flares we turned our backs And towards our distant rest began to trudge. Men marched asleep. Many had lost their boots But limped on, blood-shod. All went lame; all blind; Drunk with fatigue; deaf even to the hoots Of tired, outstripped Five-Nines that dropped behind. Gas! Gas! Quick, boys! – An ecstasy of fumbling, Fitting the clumsy helmets just in time; But someone still was yelling out and stumbling, And flound'ring like a man in fire or lime... Dim, through the misty panes and thick green light, As under a green sea, I saw him drowning. In all my dreams, before my helpless sight, He plunges at me, guttering, choking, drowning. If in some smothering dreams you too could pace Behind the wagon that we flung him in, And watch the white eyes writhing in his face, His hanging face, like a devil's sick of sin; If you could hear, at every jolt, the blood Come gargling from the froth-corrupted lungs, Obscene as cancer, bitter as the cud Of vile, incurable sores on innocent tongues, My friend, you would not tell with such high zest To children ardent for some desperate glory, The old Lie; Dulce et Decorum est Pro patria mori. | Được chết vì đất tổ Thân gù như cụ già đang chất tải, Sặc sụa, thấp chân, lội dải bùn lầy, Pháo tứ phía, ai cũng muốn quay lại, Người rời rạc, lê bước chốn tụm bầy. Chân tay mơ màng, dép thì hỏng hết Vẫn khập khiễng với mắt đã trắng bệch; Mệt không kham nổi, tai rã nát bết Nhưng pháo vẫn đùng ở phía chung quanh. Hơi độc! Nhanh! Những bước chân hối hả Vụng về kịp đeo mặt nạ lên thôi, Nhưng còn người hét lên và vấp ngã, Rùng người như chìm trong lửa hoặc vôi... Trong ánh sáng mờ, màu xanh đặc quánh, Tôi thấy con người, người đang hấp hối. Trong cơn ác mộng, ngay trước mắt, ảnh Lao vào mình, chỉ chờ chết mà thôi. Giá mà bạn có thể đã tận mắt Toa kia, nơi thân người được vứt bỏ; Đôi mắt trắng quằn quại trên khuôn mặt Như con quỷ đã chán ghét tội đồ; Nếu có nghe, cứ khi xe bị xóc, Là máu khạt ra từ hai lá phổi, Tởm như ung thư, ghê như vảy tróc Đê tiện, bất trị trên người vô tội, Hỡi ơi, đừng dại gì nói điều đó Cho tầng lớp trẻ tham danh vọng ấy, Lời dối đấy: được chết vì đất tổ Là điều sung sướng và ngọt ngào thay. |